# Puss in Boots: The Last Wish
Puss in Boots: The Last Wish (Nederlandse titel: De Gelaarsde Kat 2: De Laatste Wens) is een Amerikaanse 3D-computeranimatiefilm uit 2022, geproduceerd door de DreamWorks Animation en geregisseerd door Joel Crawford en Januel Mercado. De film is vervolg op Puss in Boots en een spin-off van de filmreeks Shrek en draait om het gelijknamige personage uit die filmreeks.

## Verhaal
De Gelaarsde Kat ontdekt dat hij acht van zijn negen levens heeft opgebruikt en dat er nog maar een over is. Hij begint aan een episch avontuur naar de rand van het Donkere Woud om de mythische Wensster op te graven, de enige die zijn verloren levens kan herstellen. Maar als je er nog maar een over hebt, moet je weten hoe je je gedeisd moet houden, voorzichtig moet zijn en om hulp moet vragen. Zo wendt hij zich tot zijn voormalige partner en beste vijand aller tijden: de betoverende Kitty Poezelpootje. De Gelaarsde Kat en de mooie Kitty worden bij hun zoektocht, met tegenzin geholpen door Perro, een ronddolende en schurftige straathond met een sterke tong en een onveranderlijk goed humeur. Samen zullen ze proberen de angstaanjagende Goudhaartje en zijn drie beren-bende, een echte maffiafamilie, maar ook de volwassen "Big" Jack Horner of zelfs de angstaanjagende premiejager de Grote Boze Wolf een stap voor te blijven.

## Stemverdeling
| Personage                           | Engelse stem         | Nederlandse stem   | Vlaamse stem      |
| ----------------------------------- | -------------------- | ------------------ | ----------------- |
| Puss in Boots (De Gelaarsde Kat)    | Antonio Banderas     | Jon van Eerd       | Axel Daeseleire   |
| Kitty Softpaws (Kitty Poezelpootje) | Salma Hayek          | Anna Drijver       | Vicky Florus      |
| Perrito (Perro)                     | Harvey Guillén       | Jody Bernal        | Jonas Vermeulen   |
| Goldilocks (Goudhaartje)            | Florence Pugh        | Holly Mae Brood    | Janne Desmet      |
| Mama Bear (Mama Beer)               | Olivia Colman        | Monic Hendrickx    | Emilie De Roo     |
| Papa Bear (Papa Beer)               | Ray Winstone         | Frank Lammers      | Wouter Bruneel    |
| Baby Bear (Baby Beer)               | Samson Kayo          | André Dongelmans   | Bert Huysentruyt  |
| "Big" Jack Horner                   | John Mulaney         | Jeroen Woe         | Stany Crets       |
| Wolf (Grote Boze Wolf)              | Wagner Moura         | Loek Peters        | Manou Kersting    |
| Mama Luna                           | Da'Vine Joy Randolph | Joanne Telesford   | Ini Massez        |
| Doctor (Dokter)                     | Anthony Mendez       | Murth Mossel       | Jos Dom           |
| Ethical Bug (Het Gewetensbeestje)   | Kevin McCann         | Niels van der Laan | Govert Deploige   |
| Gouverneur                          | Bernardo De Paula    |                    |                   |
| Jo Serpent                          | Betsy Sodaro         | Julia Nauta        | Joke Emmers       |
| Jan Serpent (Jenn)                  | Artemis Pebdani      | Sarah Nauta        | Charlotte Timmers |
| Gingerbread Man (Peperkoekmannetje) | Conrad Vernon        | Rolf Koster        |                   |
| Pinocchio (Pinokkio)                | Cody Cameron         | Rolf Koster        |                   |
| Ohhh Cat (Ohhh kat)                 | Bob Persichetti      | Bob Persichetti    | Bob Persichetti   |

Shrek en Ezel hebben een niet-sprekende verschijning in een korte terugblik. Ook de moeder van de Gelaarsde Kat, Imelda, uit de eerste film maakt een korte verschijning.

## Release
De film ging in première op 7 december 2022 in een aantal landen, waaronder België. In de Verenigde Staten werd de film feestelijk met de rode loper uitgebracht op 13 december 2022 in het Lincoln Center in New York en vervolgens op 21 december 2022 in de Amerikaanse bioscoop.

## Ontvangst
Op Rotten Tomatoes heeft Puss in Boots: The Last Wish een waarde van 95% en een gemiddelde score van 8,7/10, gebaseerd op 150 recensies. Op Metacritic heeft de film een gemiddelde score van 75/100, gebaseerd op 21 recensies.

## Prijzen en nominaties
De belangrijkste:
| Jaar | Prijs                       | Categorie             | Genomineerde(n)            | Uitslag     |
| ---- | --------------------------- | --------------------- | -------------------------- | ----------- |
| 2023 | Golden Globes               | Beste film – animatie | Beste film – animatie      | Genomineerd |
| 2023 | Critics' Choice Awards      | Beste animatiefilm    | Beste animatiefilm         | Genomineerd |
| 2023 | British Academy Film Awards | Beste animatiefilm    | Joel Crawford & Mark Swift | Genomineerd |
| 2023 | Academy Awards (Oscars)     | Beste animatiefilm    | Joel Crawford & Mark Swift | Genomineerd |